# Club Brugge in het seizoen 2010/11
Hieronder vindt men de statistieken, de wedstrijden, de ploegsamenstellingen en de transfers van Club Brugge in het seizoen 2010/2011.

## Behaalde eindresultaat
- In de Jupiler Pro League eindigde Club Brugge na de reguliere competitie op de vierde plaats met 53 punten, 12 minder dan leider RSC Anderlecht. Na de play-offs werd Club Brugge vierde met 43 punten, 8 minder dan kampioen Racing Genk.
- In de Beker van België werd Club Brugge door Germinal Beerschot uitgeschakeld in de 1/8e finale.
- In Europa League lootte Club Brugge Dinamo Minsk als tegenstander voor de play-offronde. De heen- en terugwedstrijd werden door Club gewonnen met respectievelijk 2-1 en 2-3, waarmee Club zich plaatste voor de groepsfase. Club werd er samen met PAOK Saloniki, Dinamo Zagreb en Villarreal CF ondergebracht in groep D. Blauw-zwart werd laatste in de groep en werd zo uitgeschakeld in Europa.

## Spelers A-kern
| Rugnummer | Naam                 | Positie      | Nationaliteit | Wedstrijden                 | Wedstrijden                   | Wedstrijden                | Wedstrijden |
| Rugnummer | Naam                 | Positie      | Nationaliteit | Jupiler League (doelpunten) | Beker van België (doelpunten) | Europa League (doelpunten) |             |
| --------- | -------------------- | ------------ | ------------- | --------------------------- | ----------------------------- | -------------------------- | ----------- |
| 1         | Stijn Stijnen        | Doelman      | België        | 12 (0)                      | 0 (0)                         | 4 (0)                      |             |
| 3         | Peter Van der Heyden | Verdediger   | België        | 30 (1)                      | 2 (0)                         | 5 (0)                      |             |
| 4         | Carl Hoefkens        | Verdediger   | België        | 38 (2)                      | 2 (0)                         | 6 (3)                      |             |
| 6         | Wilfried Dalmat      | Aanvaller    | Frankrijk     | 24 (4)                      | 2 (0)                         | 7 (1)                      |             |
| 9         | Tjendo De Cuyper     | Middenvelder | België        | 0 (0)                       | 0 (0)                         | 0 (0)                      |             |
| 10        | Nabil Dirar          | Middenvelder | Marokko       | 33 (2)                      | 0 (0)                         | 7 (0)                      |             |
| 11        | Jonathan Blondel     | Middenvelder | België        | 28 (2)                      | 1 (1)                         | 6 (1)                      |             |
| 13        | Geert De Vlieger     | Doelman      | België        | 10 (0)                      | 1 (0)                         | 4 (0)                      |             |
| 14        | Jeroen Simaeys       | Verdediger   | België        | 26 (2)                      | 2 (0)                         | 6 (0)                      |             |
| 15        | Joseph Akpala        | Aanvaller    | Nigeria       | 28 (7)                      | 0 (0)                         | 3 (0)                      |             |
| 16        | Maxime Lestienne     | Aanvaller    | België        | 15 (2)                      | 2 (0)                         | 3 (0)                      |             |
| 17        | Marcos Camozzato     | Verdediger   | Brazilië      | 23 (0)                      | 2 (0)                         | 6 (0)                      |             |
| 18        | Ryan Donk            | Verdediger   | Nederland     | 36 (0)                      | 2 (0)                         | 7 (1)                      |             |
| 20        | Ronald Vargas        | Middenvelder | Venezuela     | 23 (15)                     | 1 (1)                         | 4 (0)                      |             |
| 21        | Jorn Vermeulen       | Verdediger   | België        | 8 (0)                       | 1 (0)                         | 2 (0)                      |             |
| 22        | Karel Geraerts       | Middenvelder | België        | 30 (4)                      | 0 (0)                         | 6 (0)                      |             |
| 24        | Daan Van Gijseghem   | Verdediger   | België        | 30 (0)                      | 2 (0)                         | 3 (0)                      |             |
| 25        | Júnior Díaz          | Verdediger   | Costa Rica    | 13 (0)                      | 0 (0)                         | 4 (0)                      |             |
| 26        | Colin Coosemans      | Doelman      | België        | 19 (0)                      | 1 (0)                         | 1 (0)                      |             |
| 32        | Vadis Odjidja-Ofoe   | Middenvelder | België        | 36 (6)                      | 2 (0)                         | 7 (0)                      |             |
| 40        | Dorge Kouemaha       | Aanvaller    | Kameroen      | 34 (3)                      | 2 (2)                         | 6 (2)                      |             |
| 41        | Thibaut Van Acker    | Middenvelder | België        | 8 (0)                       | 1 (0)                         | 0 (0)                      |             |
| 44        | Ivan Perišić         | Middenvelder | Kroatië       | 37 (22)                     | 1 (0)                         | 8 (0)                      |             |

## Uitrustingen
Shirtsponsor(s): Dexia

Sportmerk: Puma
| Thuis | Uit | Alternatief | Alternatief | Alternatief | Alternatief | Alternatief |

| Doelman · (Stijnen) | Doelman · (Stijnen) | Doelman · (Coosemans) · | Doelman · (Coos. / De Vl.) · | Doelman · (De Vlieger) | Doelman · (De Vlieger) | Doelman · (De Vlieger) |

#### Opmerkingen
1. ↑  Dit werd gedragen in de reguliere competitie uit tegen Eupen en Lierse.
2. ↑  Dit werd gedragen in de reguliere competitie uit tegen Mechelen.
3. ↑  Dit werd gedragen in de reguliere competitie uit tegen Sporting Charleroi en in de Europese uitwedstrijd tegen PAOK.
4. ↑  Dit werd gedragen in de reguliere competitie uit tegen Sporting Lokeren.
5. ↑  Dit werd gedragen in twee uitwedstrijden tegen KRC Genk. Dit tenue was niet verkrijgbaar voor fans. Doelman Geert De Vlieger heeft het shirt ook gedragen, met zwarte shorts.
6. ↑  Dit werd over de gehele Europese voetbalwereld gezien exclusief gedragen door Stijn Stijnen, zowel in de reguliere competitie als in Europa. Het shirt was niet verkrijgbaar voor fans en was een uniek Puma-item. Ook de donkergrijze shorts die Stijnen droeg waren redelijk uitzonderlijk. De shorts hadden een donkergrijze kleur en hadden een lichtgrijs patroon ter hoogte van Stijnens heupen (weerszijden).
7. ↑  Dit werd gedragen door Stijn Stijnen, maar louter het keepersshirt dat ook gedragen werd door de doelmannen van Tottenham Hotspur en Villarreal. Stijnen droeg dit shirt met zelfde donkergrijze shorts zoals bij voorgaand uniek keepersshirt en droeg dit in mindere mate.
8. ↑  Dit werd gedragen door Geert De Vlieger in de reguliere competitie.
9. ↑  Dit werd gedragen door Geert De Vlieger in de reguliere competitie.
10. ↑  Dit werd gedragen door Geert De Vlieger in de Europese wedstrijden.

## Transfers

### Zomer 2010

#### Uitgaand
- Antolin Alcaraz (V, einde contract, naar Wigan Athletic FC)
- Daniël Chavez (A, einde contract, naar KVC Westerlo)
- Yves Lenaerts (D, einde contract, naar OH Leuven)
- Laurent Ciman (V, naar Standard Luik)
- Brecht Capon (A, naar KV Kortrijk)
- Dušan Đokić (A, naar Zagłębie Lubin)
- Michael Klukowski (V, naar Ankaragücü)
- Wesley Sonck (A, einde contract, naar Lierse SK)
- Mohamed Dahmane (A, naar Bucaspor)
- Štěpán Kučera (V, contract verbroken)

##### Verhuurd
- Glenn Verbauwhede (D, naar KV Kortrijk tot juni 2011)
- Roy Meeus (M, naar FC Dender tot juni 2011)
- Cleber Sonda (V, naar KSV Roeselare tot juni 2011)
- Gertjan De Mets (V, naar KV Kortrijk tot juni 2011)

#### Inkomend
- Marcos Camozzato (V, komt over van Standard Luik)
- Stefan Šćepović (A, komt over van OFK Beograd)
- Wilfried Dalmat (A, komt over van Standard Luik)
- Júnior Díaz (V, komt over van Wisła Kraków)

### Winter 2011

#### Uitgaand
- Stijn Stijnen (D, contract ontbonden)

##### Verhuurd
- Stefan Šćepović (A, naar KV Kortrijk tot juni 2011)

## Trainersstaf
- Adrie Koster (hoofdtrainer)
- Peter Balette (assistent-trainer)
- Dany Verlinden (keeperstrainer)
- Jan Van Winckel (assistent-trainer)

## Oefenwedstrijden
| Datum            | Wedstrijd                          | Eindstand (ruststand) | Doelpunten | Ploegsamenstelling                       | Ploegsamenstelling | Ploegsamenstelling                                                                                              | Ploegsamenstelling                                                          | Opmerkingen                       |
| Datum            | Wedstrijd                          | Eindstand (ruststand) | Doelpunten | Doelman                                  | Verdedigers | Middenvelders                                                                                                   | Aanvallers                                                                  | Opmerkingen                       |
| ---------------- | ---------------------------------- | --------------------- | --- | ---------------------------------------- | --- | --- | --------------------------------------------------------------------------- | --------------------------------- |
| 26 juni 2010     | KVV Coxyde — Club Brugge           | 1-2 (1-2)             | 3’ Vargas (0-1), 18’ Sene (penalty, 1-1), 39’ Akpala (1-2) | 1e helft: De Vlieger 2e helft: Coosemans | 1e helft: Camozzato, Donk, Van Gijseghem, Van der Heyden 2e helft: De Mets, Hoefkens, Simaeys, Cleber                     | 1e helft: Geraerts, Vargas, Blondel 2e helft: Vermeulen, Van Acker, Odjidja                                     | 1e helft: Rherras, Akpala, Lestienne 2e helft: Rherras, Vandewalle, Perisic |                                   |
| 30 juni 2010     | SK Eernegem — Club Brugge          | 1-6 (0-2)             | 31’ Kouemaha (0-1), 34’ Vanhegen (owngoal, 0-2), 47’ Perisic (penalty, 0-3), 69’ Geraerts (0-4), 73’ Dahmane (0-5), 81’ Donk (0-6), 88’ Crampe (1-6)                                 | Coosemans                                | 1e helft: Camozzato, Hoefkens, Van Gijseghem, Cleber 2e helft: De Mets, Donk, Simaeys (54’ Van Gijseghem), Van der Heyden | 1e helft: Vermeulen, Odjidja, Vargas, Blondel 2e helft: Geraerts, Van Acker, Perisic, Lestienne                 | 1e helft: Vandewalle, Kouemaha 2e helft: Dahmane, Akpala                    |                                   |
| 3 juli 2010      | KVC Wingene — Club Brugge          | 0-9 (0-4)             | 6’ Blondel (0-1), 19’ Kouemaha (0-2), 30’ Geraerts (0-3), 43’ Hoefkens (0-4), 56’ Van Gijseghem (0-5), 59’ Van Gijseghem (0-6), 66’ Akpala (0-7), 77’ Akpala (0-8), 87’ Akpala (0-9) | De Vlieger                               | De Mets (46’ Camozzato), Hoefkens (46’ Van Gijseghem), Donk (65’ Kuzmicki), Van der Heyden (46’ Cleber)                   | Geraerts (46’ Vermeulen, 70’ Vandewalle), Van Acker (25’ Odjidja), Perisic (46’ Dirar), Blondel (46’ Lestienne) | Kouemaha (46’ Akpala), Jefferson (46’ Dahmane)                              |                                   |
| 7 juli 2010      | KV Oostende — Club Brugge          | 0-3 (0-1)             | 40' Lestienne (0-1), 52' Kouemaha (0-2), 69' Kouemaha (0-3) | Stijnen                                  | Camozzato (46' De Mets), Donk (46' Hoefkens), Kuzmicki (46' Savaete), Van der Heyden (46' Klukowski)                      | Odjidja (46' Van Gijseghem), Perisic (46' Vargas), Van Acker (46' Geraerts), Lestienne (46' Blondel)            | Akpala (46' Kouemaha), Dirar (46' Dahmane)                                  | Wedstrijd op het veld van Coxyde. |
| 10 juli 2010     | Torhout 1992 KM — Club Brugge      | 0-9 (0-3)             | 14’ Akpala (0-1), 35’ Kouemaha (0-2), 41’ Akpala (0-3), 53’ Dahmane (0-4), 65’ Lestienne (0-5), 71’ Rossel (owngoal, 0-6), 81’ Perisic (0-7), 84’ Scepovic (0-8), 90’ Geraerts (0-9) | De Vlieger                               | De Mets (46’ Camozzato), Hoefkens (24’ Donk), Kuzmicki, Van der Heyden (23’ Klukowski)                                    | Dirar (46’ Geraerts), Van Acker (46’ Odjidja), Vargas (46’ Perisic), Blondel (46’ Lestienne)                    | Akpala (46’ Dahmane, 66’ Van Acker), Kouemaha (46’ Scepovic)                |                                   |
| 13 juli 2010     | KVC Westerlo — Club Brugge         | 1-1 (1-1)             | 3’ Odjidja (0-1), 7’ Brüls (1-1) | Stijnen                                  | Camozzato (63’ De Mets), Hoefkens, Donk, Klukowski                                                                        | Geraerts (63’ Van Acker), Odjidja, Vargas (63’ Perisic), Blondel (63’ Lestienne)                                | Akpala, Kouemaha (63’ Scepovic)                                             |                                   |
| 16 juli 2010     | Nationale ploeg Post — Club Brugge | 0-4 (0-2)             | 16’ Dahmane (0-1), 30’ Dahmane (0-2), 54’ Van der Heyden (penalty, 0-3), 66’ Akpala (0-4)                                                                                            | Coosemans                                | De Mets (70’ Camozzato), Donk (46’ Hoefkens), Klukowski (46’ Kuzmicki), Van der Heyden (70’ Cleber)                       | Dalmat (57’ Geraerts), Van Acker (70’ Odjidja), Lestienne (70’ Blondel), Perisic (70’ Vandewalle)               | Dahmane (60’ Akpala), Dirar (60’ Kouemaha)                                  | Wedstrijd op het veld van Aalter. |
| 20 juli 2010     | Germinal Beerschot — Club Brugge   | 0-2 (0-2)             | 12’ Kouemaha (0-1), 44’ Kouemaha (0-2) | De Vlieger                               | Camozzato, Hoefkens, Donk, Klukowski                                                                                      | Geraerts, Odjidja (84' Van Acker), Perisic (73' Vargas), Blondel                                                | Akpala (73' Scepovic), Kouemaha                                             |                                   |
| 24 juli 2010     | Valenciennes FC — Club Brugge      | 0-1 (0-0)             | 82' Akpala (0-1) | De Vlieger                               | Camozzato, Hoefkens, Donk, Klukowski (65' Van der Heyden)                                                                 | Vadis, Blondel (65' Akpala), Geraerts (65' Vermeulen), Perisic, Vargas                                          | Kouemaha (65' Scepovic)                                                     |                                   |
| 26 juli 2010     | SK Deinze — Club Brugge            | 1-3 (0-1)             | 35' Vandewalle (0-1), 81' Van Acker (0-2), 84' Dahmane (0-3), 87' Lauwers (1-3) | Stijnen (45' Coosemans)                  | Vermeulen (78' De Feyter), Van Acker, Van Gijseghem, Van der Heyden                                                       | Dalmat (63' Michiels), De Mets, Lestienne (57' Kuzmicki), Vandewalle (45' Christiaens)                          | Scepovic, Dahmane                                                           |                                   |
| 10 augustus 2010 | KVV Oostduinkerke — Club Brugge    | 0-2 (0-2)             | 17' Deschilder (0-1), 40' Lestienne (0-2) | 1e helft: De Vlieger 2e helft: Coosemans | 1e helft: De Mets, Donk, Van Acker, Van der Heyden 2e helft: Camozzato, Hoefkens, Van Gijseghem, Christiaens              | 1e helft: Vermeulen, Deschilder, Vargas, Lestienne 2e helft: Dalmat, Odjidja, Vandewalle, Deschilder (tot 60')  | 1e helft: Kouemaha, Dahmane 2e helft: Dirar, Dahmane                        |                                   |
| Datum            | Wedstrijd                          | Eindstand (ruststand) | Doelpunten | Doelman                                  | Verdedigers | Middenvelders                                                                                                   | Aanvallers                                                                  | Opmerkingen                       |
| Datum            | Wedstrijd                          | Eindstand (ruststand) | Doelpunten | Ploegsamenstelling                       | | |                                                                             | Opmerkingen                       |

## Jupiler Pro League

### Reguliere competitie
| Datum             | Speeldag | Wedstrijd                        | Eindstand (ruststand) | Doelpunten | Ploegsamenstelling | Ploegsamenstelling                                                            | Ploegsamenstelling                                                                         | Ploegsamenstelling                             | Opmerkingen | Klassement | Klassement |
| Datum             | Speeldag | Wedstrijd                        | Eindstand (ruststand) | Doelpunten | Doelman            | Verdedigers                                                                   | Middenvelders                                                                              | Aanvallers                                     | Opmerkingen | Plaats     | Punten     |
| ----------------- | -------- | -------------------------------- | --------------------- | --- | ------------------ | ----------------------------------------------------------------------------- | ------------------------------------------------------------------------------------------ | ---------------------------------------------- | --- | ---------- | ---------- |
| 31 juli 2010      | 1        | KV Kortrijk — Club Brugge        | 1-0 (0-0)             | 55' De Beule (1-0) | Stijnen            | Camozzato, Donk, Hoefkens, Klukowski (46' Van der Heyden)                     | Geraerts (60' Dalmat), Odjidja, Perisic, Blondel (60' Vargas)                              | Akpala, Kouemaha                               | Het is van 1982/83 geleden dat Club Brugge de competitie met een nederlaag begon.                                         | 13         | 0          |
| 7 augustus 2010   | 2        | Club Brugge — Sint-Truidense VV  | 4-1 (4-1)             | 11’ Perisic (1-0), 15’ Perisic (2-0), 21’ Odjidja (3-0), 26’ Mennes (3-1) 34’ Blondel (4-1)                                      | Stijnen            | Camozzato, Hoefkens, Donk, Van der Heyden                                     | Dalmat (65’ Dahmane), Odjidja (76’ Van Gijseghem), Blondel, Vargas, Perisic                | Kouemaha (70’ Akpala)                          | Mennes (STVV) kreeg na 74' een rode kaart.                                                                                | 6          | 3          |
| 15 augustus 2010  | 3        | Cercle Brugge — Club Brugge      | 3-1 (1-0)             | 10' Neto (1-0), 57' Hoefkens (1-1), 65' Boi (2-1), 72' Evens (3-1)                                                               | Stijnen            | Camozzato (81' Akpala), Hoefkens, Donk, Van der Heyden                        | Dalmat (78' Dirar), Odjidja, Blondel (86' Van Gijseghem), Vargas, Perisic                  | Kouemaha                                       | Perisic kreeg na 62' een rode kaart. Kouemaha kreeg na 93' een rode kaart.                                                | 9          | 3          |
| 22 augustus 2010  | 4        | Club Brugge — KV Mechelen        | 1-2 (0-2)             | 19' Van Hoevelen (0-1), 36' Gorius (penalty, 0-2), 67' Vargas (1-2)                                                              | Stijnen            | Camozzato, Hoefkens, Donk, Van der Heyden (46' Geraerts)                      | Dalmat (85' Dahmane), Odjidja, Blondel, Vargas, Dirar (82' Lestienne)                      | Akpala                                         | Blondel kreeg na 35' een rode kaart.                                                                                      | 11         | 3          |
| 29 augustus 2010  | 5        | KVC Westerlo — Club Brugge       | 1-2 (0-1)             | 3' Vargas (0-1), 62' Vargas (0-2), 73' Brüls (1-2)                                                                               | Stijnen            | Camozzato, Hoefkens, Donk, Van der Heyden                                     | Dalmat, Odjidja, Geraerts, Vargas, Dirar (68' Scepovic)                                    | Perisic                                        | | 8          | 6          |
| 12 september 2010 | 6        | Club Brugge — Racing Genk        | 2-2 (0-1)             | 7' Vossen (0-1), 60’ Vargas (1-1), 78’ Van der Heyden (2-1), 81’ Tözsér (2-2)                                                    | Stijnen            | Camozzato (87' Lestienne), Hoefkens, Donk, Van der Heyden                     | Dalmat, Odjidja, Geraerts, Vargas, Dirar (74' Scepovic)                                    | Perisic                                        | De Bruyne (Genk) kreeg na 19' een rode kaart.                                                                             | 8          | 7          |
| 19 september 2010 | 7        | Sporting Charleroi — Club Brugge | 0-5 (0-1)             | 45' Perisic (0-1), 49' Odjidja (0-2), 57' Vargas (0-3), 61' Vargas (0-4), 77' Lestienne (0-5)                                    | De Vlieger         | Camozzato, Hoefkens, Donk, Diaz                                               | Dalmat (63' Lestienne), Odjidja (74' Blondel), Geraerts (68' Van Gijseghem), Vargas, Dirar | Perisic                                        | | 7          | 10         |
| 22 september 2010 | 8        | Club Brugge — KAS Eupen          | 4-0 (0-0)             | 53' Odjidja (1-0), 64' Odjidja (2-0), 83' Lestienne (3-0), 87' Hoefkens (penalty, 4-0)                                           | De Vlieger         | Camozzato (46’ Dalmat), Hoefkens, Donk, Diaz                                  | Dirar (77’ Lestienne), Geraerts, Odjidja, Vargas (68’ Blondel), Perisic                    | Kouemaha                                       | Obradovic en Diniz (Eupen) kregen na respectievelijk 38' en 87' een rode kaart.                                           | 6          | 13         |
| 26 september 2010 | 9        | Germinal Beerschot — Club Brugge | 2-1 (0-1)             | 32' Geraerts (0-1), 67' Haroun (1-1), 86' Negrao (2-1)                                                                           | De Vlieger         | Camozzato (90’ Van Gijseghem), Hoefkens, Donk, Diaz                           | Dalmat (75’ Lestienne), Geraerts, Odjidja, Vargas, Perisic                                 | Kouemaha (75’ Dirar)                           | | 6          | 13         |
| 3 oktober 2010    | 10       | Club Brugge — AA Gent            | 3-2 (3-1)             | 15' Kouemaha (1-0), 27' Geraerts (2-0), 29' Vargas (3-0), 37' El Ghanassy (3-1), 63' Thijs (3-2)                                 | Coosemans          | Camozzato, Hoefkens, Donk, Díaz                                               | Dirar, Geraerts, Odjidja, Vargas (76’ Simaeys), Perisic (66’ Dalmat)                       | Kouemaha                                       | | 6          | 16         |
| 15 oktober 2010   | 11       | SV Zulte Waregem — Club Brugge   | 2-3 (1-3)             | 3' Vargas (0-1), 8' Traore (1-1), 31' Kouemaha (1-2), 43' Vargas (1-3), 86' Habibou (2-3)                                        | De Vlieger         | Camozzato, Hoefkens, Donk, Díaz                                               | Dirar, Geraerts, Odjidja (80’ Blondel), Vargas (77’ Lestienne), Perisic                    | Kouemaha (88’ Scepovic)                        | D'Haene (ZW) kreeg na 73' een rode kaart.                                                                                 | 5          | 19         |
| 24 oktober 2010   | 12       | Sporting Lokeren — Club Brugge   | 1-0 (1-0)             | 39' Taravel (1-0) | De Vlieger         | Camozzato (75' Donk), Hoefkens, Simaeys, Diaz                                 | Dalmat (69' Lestienne), Geraerts, Odjidja, Dirar (46' Perisic)                             | Vargas, Kouemaha                               | Odjidja kreeg na 83' een rode kaart.                                                                                      | 8          | 19         |
| 31 oktober 2010   | 13       | Club Brugge — Standard Luik      | 2-2 (1-1)             | 29' Simaeys (own, 0-1), 39' Vargas (1-1), 55' Vargas (2-1), 71' Cyriac (2-2)                                                     | De Vlieger         | Camozzato, Hoefkens, Donk, Diaz                                               | Dalmat, Geraerts, Simaeys, Blondel                                                         | Vargas (64' Perisic), Kouemaha (89' Lestienne) | Ciman (Standard) kreeg na 79' een rode kaart. Simaeys kreeg na 81' een rode kaart.                                        | 8          | 20         |
| 7 november 2010   | 14       | RSC Anderlecht — Club Brugge     | 2-2 (2-2)             | 6' Dalmat (0-1), 22' Geraerts (0-2), 44' Juhasz (1-2), 45' Lukaku (2-2)                                                          | De Vlieger         | Camozzato, Hoefkens, Van Gijseghem, Van der Heyden                            | Dalmat (90' Vermeulen), Geraerts, Odjidja, Perisic                                         | Vargas (46' Lestienne), Kouemaha               | | 9          | 21         |
| 13 november 2010  | 15       | Club Brugge — Lierse SK          | 2-0 (1-0)             | 14' Vargas (1-0), 49' Simaeys (2-0)                                                                                              | Stijnen            | Camozzato (84' Vermeulen), Hoefkens, Van Gijseghem, Van der Heyden (79' Donk) | Geraerts, Odjidja, Simaeys, Blondel                                                        | Vargas (90' Dalmat), Kouemaha                  | Frans (Lierse) kreeg na 75' een rode kaart.                                                                               | 7          | 24         |
| 21 november 2010  | 16       | Club Brugge — Cercle Brugge      | 0-1 (0-0)             | 78' D'Haene (0-1) | Stijnen            | Camozzato (67' Dirar), Hoefkens, Van Gijseghem, Van der Heyden (79' Perisic)  | Geraerts, Odjidja, Blondel (87' Dalmat), Simaeys                                           | Vargas, Kouemaha                               | | 8          | 24         |
| 27 november 2010  | 17       | Sint-Truidense VV — Club Brugge  | 2-1 (1-0)             | 15' Sidibe (1-0), 61' Dirar (1-1), 89' Mennes (2-1)                                                                              | Stijnen            | Camozzato, Hoefkens, Van Gijseghem, Van der Heyden                            | Dalmat (75' Scepovic), Geraerts, Odjidja, Dirar (84' Blondel), Perisic                     | Kouemaha (89' Akpala)                          | Van der Heyden kreeg na 78' een rode kaart.                                                                               | 9          | 24         |
| 4 december 2010   | 18       | Club Brugge — KVC Westerlo       | 4-3 (3-3)             | 8' Dekelver (0-1), 18' Perisic (1-1), 22' Odjidja (2-1), 29' Dekelver (2-2), 31' Annab (2-3), 41' Dirar (3-3), 75' Perisic (4-3- | Stijnen            | Camozzato (46' Donk), Hoefkens, Van Gijseghem                                 | Geraerts, Odjidja, Blondel, Perisic, Dirar                                                 | Vargas (90' Simaeys), Akpala (78' Kouemaha)    | | 6          | 27         |
| 11 december 2010  | 19       | KV Mechelen — Club Brugge        | 0-1 (0-1)             | 7' Perisic (0-1) | Stijnen            | Hoefkens, Donk, Van Gijseghem, Van der Heyden (46' Blondel)                   | Perisic, Geraerts, Odjidja, Perisic                                                        | Vargas (88' Simaeys), Akpala (73' Kouemaha)    | Benteke (Mechelen) kreeg na 29' een rode kaart.                                                                           | 6          | 30         |
| 18 december 2010  | 20       | Club Brugge — RSC Anderlecht     | 0-2 (0-0)             | 59' Lukaku (0-1), 88' Boussoufa (0-2)                                                                                            | Stijnen            | Hoefkens, Donk, Van Gijseghem, Van der Heyden (78' Simaeys)                   | Dirar (67' Dalmat), Geraerts, Odjidja, Perisic                                             | Vargas, Akpala (61' Kouemaha)                  | | 6          | 30         |
| 26 december 2010  | 21       | AA Gent — Club Brugge            | 0-2 (0-2)             | 24' Perisic (0-1), 33' Kouemaha (0-2)                                                                                            | Coosemans          | Hoefkens, Donk, Van Gijseghem, Van der Heyden                                 | Van Acker, Blondel, Simaeys, Dirar, Perisic (83' Vermeulen)                                | Kouemaha (85' Akpala)                          | Dirar kreeg na 71' een rode kaart.                                                                                        | 4          | 33         |
| 29 december2010   | 22       | Club Brugge — Sporting Charleroi | 5-0 (2-0)             | 3' Perisic (1-0), 25' Perisic (2-0), 55' Perisic (3-0), 87' Dirar (4-0), 89' Perisic (5-0)                                       | Coosemans          | Hoefkens, Donk (82' van Acker), van der Heyden, van Gijseghem                 | Blondel (46' Odjidja), Simaeys, Dirar, Vargas, Perisic                                     | Kouemaha (70' Akpala)                          | Orlando (Charleroi) kreeg na 44' een rode kaart.                                                                          | 4          | 36         |
| 21 januari 2010   | 23       | KAS Eupen — Club Brugge          | 1-4 (0-3)             | 23' Dalmat (0-1), 24' Perisic (0-2), 39' Vargas (0-3), 53' Vargas (0-4), 90+2' Coosemans (own, 1-4)                              | Coosemans          | Hoefkens, Donk, Van Gijseghem, Van der Heyden                                 | Dalmat, Geraerts, Simaeys (66' Odjidja), Perisic                                           | Vargas (77' Vermeulen), Kouemaha (66' Akpala)  | | 4          | 39         |
| 29 januari 2010   | 24       | Club Brugge — Germinal Beerschot | 1-0 (0-0)             | 53' Vargas (1-0) | Coosemans          | Camozzato, Donk, Van Gijseghem, Van der Heyden                                | Perisic (85' Dalmat), Simaeys, Geraerts, Dirar                                             | Vargas (75' Odjidja), Kouemaha (69' Akpala)    | | 4          | 42         |
| 6 februari 2010   | 25       | Racing Genk — Club Brugge        | 1-0 (0-0)             | 59' Ogunjimi (1-0) | Coosemans          | Hoefkens, Donk, Van Gijseghem, Van der Heyden                                 | Dirar, Geraerts, Odjidja, Simaeys (78' Dalmat), Perisic                                    | Vargas (10' Kouemaha (78' Akpala))             | Odjidja kreeg na 54' een rode kaart. Hoefkens verliet na 77' geblesseerd het veld. Perisic kreeg na 90+2' een rode kaart. | 4          | 42         |
| 12 februari 2010  | 26       | Club Brugge — SV Zulte Waregem   | 2-0 (1-0)             | 17' Dalmat(1-0), 58' Akpala(2-0)                                                                                                 | Coosemans          | Camozzato, Donk, Van Gijseghem, Van der Heyden                                | Dalmat (86' Lestienne), Simaeys, Geraerts, Blondel, Dirar (90' Vermeulen)                  | Akpala (84' Kouemaha)                          | | 4          | 45         |
| 19 februari 2010  | 27       | Club Brugge — Sporting Lokeren   | 2-1 (1-0)             | 28' Perisic (1-0), 53' Akpala (2-0), 82' Finnbogason (2-1)                                                                       | Coosemans          | Hoefkens (46' Camozzato), Donk, Van Gijseghem, Van der Heyden (81' Vermeulen) | Dirar, Geraerts, Simaeys, Blondel (71' Odjidja), Perisic                                   | Akpala                                         | | 4          | 48         |
| 6 maart 2010      | 28       | Standard Luik — Club Brugge      | 2-2 (0-0)             | 70' Perisic (0-1), 76' Akpala (0-2), 87' Tchité (1-2), 90+3' Carcela (2-2)                                                       | Coosemans          | Hoefkens, Donk, Van Gijseghem, Van der Heyden                                 | Dirar (90+3' Dalmat), Odjidja, Blondel, (65' Van Acker) Simaeys, Perisic                   | Akpala (78' Kouemaha)                          | | 4          | 49         |
| 12 maart 2010     | 29       | Club Brugge — KV Kortrijk        | 4-1 (1-0)             | 33' Perisic (1-0), 52' Blondel (2-0), 58' Akpala (3-0), 62' Perisic (4-0), 69' De Beule (4-1)                                    | Coosemans          | Camozzato (46' Odjidja), Hoefkens, Van Gijseghem, Van der Heyden (74' Diaz)   | Dirar, Blondel, Simaeys, Geraerts, Perisic                                                 | Akpala (79' Kouemaha)                          | Dirar verliet voor het einde van de wedstrijd het veld omdat hij een vrije trap niet mocht nemen.                         | 4          | 52         |
| 20 maart 2010     | 30       | Lierse SK — Club Brugge          | 0-0                   | | Coosemans          | Hoefkens, Donk, Van Gijseghem, Diaz                                           | Dalmat (72' Lestienne), Simaeys, Odjidja (63' Van Acker), Blondel, Perisic                 | Akpala (79' Kouemaha)                          | | 4          | 53 → 27*   |
| Datum             | Speeldag | Wedstrijd                        | Eindstand (ruststand) | Doelpunten | Doelman            | Verdedigers                                                                   | Middenvelders                                                                              | Aanvallers                                     | Opmerkingen | Plaats     | Punten     |
| Datum             | Speeldag | Wedstrijd                        | Eindstand (ruststand) | Doelpunten | Ploegsamenstelling | Ploegsamenstelling                                                            | Ploegsamenstelling                                                                         | Ploegsamenstelling                             | Opmerkingen | Klassement | Klassement |

| KOR (uit) | STVV (thuis) | CER (uit) | MEC (thuis) | WES (uit) | GNK (thuis) | CHA (uit) | EUP (thuis) | GBA (uit) | GNT (thuis) |

| ZWA (uit) | LOK (uit) | STA (thuis) | RSCA (uit) | LIE (thuis) | CER (thuis) | STVV (uit) | WES (thuis) | MEC (uit) | RSCA (thuis) |

| GNT (uit) | CHA (thuis) | EUP (uit) | GBA (thuis) | GNK (uit) | ZWA (thuis) | LOK (thuis) | STA (uit) | KOR (thuis) |  | LIE (uit) |

Eindstand
|        | Nr. | Club               | P  | W  | G  | V  | +  | -  | DS  | Ptn |
| ------ | --- | ------------------ | -- | -- | -- | -- | -- | -- | --- | --- |
| PO I   | 1.  | RSC Anderlecht     | 30 | 19 | 8  | 3  | 58 | 20 | +38 | 65  |
| PO I   | 2.  | KRC Genk           | 30 | 19 | 7  | 4  | 64 | 27 | +37 | 64  |
| PO I   | 3.  | KAA Gent           | 30 | 17 | 6  | 7  | 59 | 42 | +17 | 57  |
| PO I   | 4.  | Club Brugge        | 30 | 16 | 5  | 9  | 60 | 35 | +25 | 53  |
| PO I   | 5.  | Sporting Lokeren   | 30 | 13 | 11 | 6  | 43 | 36 | +7  | 50  |
| PO I   | 6.  | Standard Luik      | 30 | 15 | 4  | 11 | 50 | 38 | +12 | 49  |
| PO II  | 7.  | KV Mechelen        | 30 | 13 | 9  | 8  | 34 | 30 | +4  | 48  |
| PO II  | 8.  | KVC Westerlo       | 30 | 11 | 8  | 11 | 41 | 40 | +1  | 41  |
| PO II  | 9.  | Cercle Brugge      | 30 | 11 | 6  | 13 | 33 | 34 | −1  | 39  |
| PO II  | 10. | KV Kortrijk        | 30 | 11 | 5  | 14 | 36 | 39 | −3  | 38  |
| PO II  | 11. | SV Zulte Waregem   | 30 | 7  | 12 | 11 | 39 | 41 | −2  | 33  |
| PO II  | 12. | Sint Truiden       | 30 | 8  | 5  | 17 | 20 | 51 | −31 | 29  |
| PO II  | 13. | Germinal Beerschot | 30 | 5  | 11 | 14 | 24 | 40 | −16 | 26  |
| PO II  | 14. | Lierse SK          | 30 | 4  | 12 | 14 | 26 | 58 | −32 | 24  |
| PO III | 15. | KAS Eupen          | 30 | 5  | 8  | 17 | 28 | 50 | −22 | 23  |
| PO III | 16. | Sporting Charleroi | 30 | 4  | 7  | 19 | 20 | 54 | −34 | 19  |

*Voor Play-off 1 worden de behaalde punten uit de reguliere competitie gedeeld door twee. Halve punten worden naar boven afgerond.

### Play-offs
| Datum         | Speeldag | Wedstrijd                      | Eindstand (ruststand) | Doelpunten                                                                       | Ploegsamenstelling         | Ploegsamenstelling                                                      | Ploegsamenstelling                                                                         | Ploegsamenstelling    | Opmerkingen                                                                        | Klassement | Klassement |
| Datum         | Speeldag | Wedstrijd                      | Eindstand (ruststand) | Doelpunten                                                                       | Doelman                    | Verdedigers                                                             | Middenvelders                                                                              | Aanvallers            | Opmerkingen                                                                        | Plaats     | Punten     |
| ------------- | -------- | ------------------------------ | --------------------- | -------------------------------------------------------------------------------- | -------------------------- | ----------------------------------------------------------------------- | ------------------------------------------------------------------------------------------ | --------------------- | ---------------------------------------------------------------------------------- | ---------- | ---------- |
| 2 april 2011  | 1        | AA Gent — Club Brugge          | 1-1 (1-0)             | 5' Coulibaly (1-0), 53' Dalmat (1-1)                                             | Coosemans                  | Hoefkens, Donk, Van Gijseghem, Van der Heyden                           | Dirar, Simaeys (43' Dalmat), Odjidja, Blondel, Perisic                                     | Akpala (74' Kouemaha) | Soumahoro (Gent) kreeg na 20' een rode kaart. Club kreeg in totaal 7 gele kaarten. | 4          | 28         |
| 10 april 2011 | 2        | Club Brugge — RSC Anderlecht   | 3-0 (2-0)             | 4' Geraerts (1-0), 42' Perisic (penalty, 2-0), 54' Akpala (3-0)                  | Coosemans                  | Hoefkens, Donk, Van Gijseghem, Van der Heyden                           | Dirar, Blondel (80' Van Acker), Odjidja (67' Vermeulen), Geraerts, Perisic (85' Lestienne) | Akpala                |                                                                                    | 4          | 31         |
| 17 april 2011 | 3        | Club Brugge — Sporting Lokeren | 0-0                   |                                                                                  | Coosemans                  | Hoefkens, Donk, Van Gijseghem (46' Odjidja), Van der Heyden             | Dirar, Geraerts, Simaeys, Blondel (79' Dalmat), Perisic                                    | Akpala (72' Kouemaha) |                                                                                    | 4          | 32         |
| 20 april 2011 | 4        | Racing Genk — Club Brugge      | 3-1 (1-1)             | 24' Akpala (0-1), 32' Ogunjimi (1-1), 63' Barda (penalty, 2-1), 88' Vossen (3-1) | Coosemans                  | Hoefkens (82' Kouemaha), Donk, Simaeys, Van der Heyden                  | Dirar, Geraerts, Odjidja, Blondel (71' Lestienne), Perisic (46' Dalmat)                    | Akpala                |                                                                                    | 4          | 32         |
| 25 april 2011 | 5        | Club Brugge — Standard Luik    | 1-1 (0-0)             | 69' Simaeys (1-0), 71' Nong (1-1)                                                | Coosemans                  | Hoefkens, Donk, Van Gijseghem, Van der Heyden                           | Dirar, Geraerts, Simaeys, Blondel (83' Odjidja), Perisic                                   | Akpala (81' Kouemaha) |                                                                                    | 4          | 33         |
| 1 mei 2011    | 6        | RSC Anderlecht — Club Brugge   | 0-0                   |                                                                                  | Coosemans                  | Hoefkens, Donk, Van Gijseghem, Van der Heyden (90' Diaz)                | Dirar (90+3' Vermeulen), Geraerts, Simaeys, Blondel, Perisic                               | Kouemaha (80' Akpala) |                                                                                    | 4          | 34         |
| 7 mei 2011    | 7        | Standard Luik — Club Brugge    | 1-0 (1-0)             | 32' Witsel (1-0)                                                                 | De Vlieger                 | Hoefkens, Donk, Van Gijseghem, Van der Heyden (69' Blondel)             | Dirar, Geraerts (46' Lestienne), Simaeys, Odjidja, Perisic                                 | Kouemaha (69' Akpala) |                                                                                    | 4          | 34         |
| 10 mei 2011   | 8        | Club Brugge — Racing Genk      | 3-0 (0-0)             | 59' Perisic (1-0), 70' Perisic (2-0), 78' Akpala (3-0)                           | De Vlieger                 | Hoefkens, Donk, Van Gijseghem, Van der Heyden (81' Diaz)                | Dirar, Blondel, Odjidja (87' Camozzato), Van Acker, Perisic                                | Akpala (81' Kouemaha) |                                                                                    | 4          | 37         |
| 14 mei 2011   | 9        | Sporting Lokeren — Club Brugge | 0-1 (0-1)             | 42' Perisic (0-1)                                                                | Coosemans                  | Hoefkens, Donk, Van Gijseghem, Van der Heyden (90' Diaz)                | Dirar (87' Lestienne), Odjidja, Simaeys, Van Acker, Perisic                                | Akpala (75' Kouemaha) |                                                                                    | 4          | 40         |
| 17 mei 2011   | 10       | Club Brugge — AA Gent          | 3-0 (2-0)             | 17' Perisic (1-0), 35' Odjidja (2-0), 70' Perisic (3-0)                          | Coosemans (86' De Vlieger) | Hoefkens, Donk, Van Gijseghem (78' Kouemaha), Van der Heyden (81' Diaz) | Dirar, Simaeys, Odjidja, Van Acker, Perisic                                                | Akpala                |                                                                                    | 4          | 43         |
| Datum         | Speeldag | Wedstrijd                      | Eindstand (ruststand) | Doelpunten                                                                       | Doelman                    | Verdedigers                                                             | Middenvelders                                                                              | Aanvallers            | Opmerkingen                                                                        | Plaats     | Punten     |
| Datum         | Speeldag | Wedstrijd                      | Eindstand (ruststand) | Doelpunten                                                                       | Ploegsamenstelling         | Ploegsamenstelling                                                      | Ploegsamenstelling                                                                         | Ploegsamenstelling    | Opmerkingen                                                                        | Klassement | Klassement |

| GNT (uit) | RSCA (thuis) | LOK (thuis) | GNK (uit) | STA (thuis) |

| RSCA (uit) | STA (uit) | GNK (thuis) | LOK (uit) | GNT (thuis) |

Eindstand
|    | Nr. | Club             | P  | W | G | V | +  | -  | DS  | Ptn |
| -- | --- | ---------------- | -- | - | - | - | -- | -- | --- | --- |
| K  | 1   | KRC Genk         | 10 | 6 | 1 | 3 | 16 | 12 | +4  | 51  |
| CL | 2   | Standard Luik    | 10 | 8 | 2 | 0 | 18 | 6  | +12 | 51  |
| EL | 3   | RSC Anderlecht   | 10 | 3 | 2 | 5 | 14 | 16 | −2  | 44  |
| EL | 4   | Club Brugge      | 10 | 4 | 4 | 2 | 13 | 6  | +7  | 43  |
|    | 5   | KAA Gent         | 10 | 0 | 4 | 6 | 9  | 22 | −13 | 33  |
|    | 6   | Sporting Lokeren | 10 | 1 | 3 | 6 | 9  | 17 | −8  | 31  |

## UEFA Europa League

### Play-offs (heen)
|                                          |                                |                |              |                                                                               |
| 19 augustus 2010 Play-offs Europa League | Club Brugge                    | 2 – 1          | Dinamo Minsk | Jan Breydelstadion, Brugge Toeschouwers: 24.587 Scheidsrechter: Marcin Borski |
| 19 augustus 2010 Play-offs Europa League | 70' (pen) Hoefkens 84' Blondel | Wedstrijdfiche | 6' Drahoen   | Jan Breydelstadion, Brugge Toeschouwers: 24.587 Scheidsrechter: Marcin Borski |

| Club Brugge | Dinamo Minsk |

| Club Brugge (4–2–3–1): |    |                      |         |
|                        |    |                      |         |
| GK                     | 1  | Stijn Stijnen        |         |
| RB                     | 17 | Marcos Camozzato     | 90'     |
| CB                     | 4  | Carl Hoefkens        |         |
| CB                     | 18 | Ryan Donk            |         |
| LB                     | 3  | Peter Van der Heyden |         |
| CM                     | 32 | Vadis Odjidja        |         |
| CM                     | 11 | Jonathan Blondel     |         |
| RM                     | 6  | Wilfried Dalmat      | 79'     |
| AM                     | 20 | Ronald Vargas        | 46'     |
| LM                     | 44 | Ivan Perišić         | 66'     |
| CF                     | 40 | Dorge Kouemaha       | 33' 66' |
| Wisselspelers:         |    |                      |         |
|                        |    |                      |         |
| MF                     | 10 | Nabil Dirar          | 46'     |
| FW                     | 15 | Joseph Akpala        | 66'     |
| FW                     | 16 | Maxime Lestienne     | 79'     |
| Coach:                 |    |                      |         |
| Adrie Koster           |    |                      |         |

| Dinamo Minsk (4–4–1–1): |    |                      |         |
|                         |    |                      |         |
| GK                      | 1  | Andrej Gorboenov     |         |
| RB                      | 20 | Oleh Veretilo        |         |
| CB                      | 37 | Sergej Kondratjev    |         |
| CB                      | 75 | Vitali Marachovski   | 70'     |
| LB                      | 19 | Aurélien Montaroup   | 10'     |
| RM                      | 9  | Andrij Choehlei      | 63'     |
| CM                      | 10 | Sergej Kisljak       | 86'     |
| CM                      | 2  | Stanislav Drahoen    |         |
| LM                      | 8  | Aleh Strakanovitsj   | 52'     |
| SS                      | 14 | Anton Poetsila       |         |
| CF                      | 11 | Aljaksandar Sazankow | 36' 77' |
| Wisselspelers:          |    |                      |         |
|                         |    |                      |         |
| MF                      | 15 | Dzmitri Rekisj       | 63'     |
| FW                      | 16 | Leonardo             | 77'     |
| MF                      | 21 | Aleh Sjkabara        | 86'     |
| Coach:                  |    |                      |         |
| Wladimir Golmak         |    |                      |         |

### Play-offs (terug)
|                                               |                          |                |                                         |                                                                       |
| 26 augustus 2010 Play-offs UEFA Europa League | Dinamo Minsk             | 2 – 3          | Club Brugge                             | Dinamostadion, Minsk Toeschouwers: 7.125 Scheidsrechter: Duarte Gomes |
| 26 augustus 2010 Play-offs UEFA Europa League | 47' Choehlei 90' Drahoen | Wedstrijdfiche | 5' (pen), 32' (pen) Hoefkens 26' Dalmat | Dinamostadion, Minsk Toeschouwers: 7.125 Scheidsrechter: Duarte Gomes |

| Dinamo Minsk | Club Brugge |

| Dinamo Minsk (4–4–1–1): |    |                      |         |
|                         |    |                      |         |
| GK                      | 1  | Andrej Gorboenov     |         |
| RB                      | 20 | Oleh Veretilo        |         |
| CB                      | 37 | Sergej Kondratjev    | 5'      |
| CB                      | 5  | Vobga Tienchen       |         |
| LB                      | 19 | Aurélien Montaroup   |         |
| RM                      | 9  | Andrij Choehlei      |         |
| CM                      | 10 | Sergej Kisljak       | 63' 83' |
| CM                      | 2  | Stanislav Drahoen    | 52'     |
| LM                      | 15 | Dzmitri Rekisj       | 46'     |
| SS                      | 14 | Anton Poetsila       | 24'     |
| CF                      | 11 | Aljaksandar Sazankow | 68'     |
| Wisselspelers:          |    |                      |         |
|                         |    |                      |         |
| MF                      | 34 | Lucas Sotero         | 46'     |
| FW                      | 33 | Bruno Furlan         | 68'     |
| MF                      | 24 | Artsjom Bulojtsjik   | 83'     |
| Coach:                  |    |                      |         |
| Wladimir Golmak         |    |                      |         |

| Club Brugge (4–2–3–1): |    |                      |         |
|                        |    |                      |         |
| GK                     | 1  | Stijn Stijnen        | 85'     |
| RB                     | 17 | Marcos Camozzato     | 67'     |
| CB                     | 4  | Carl Hoefkens        |         |
| CB                     | 18 | Ryan Donk            |         |
| LB                     | 3  | Peter Van der Heyden |         |
| CM                     | 32 | Vadis Odjidja        |         |
| CM                     | 11 | Jonathan Blondel     | 53'     |
| RM                     | 6  | Wilfried Dalmat      | 65'     |
| AM                     | 44 | Ivan Perišić         |         |
| LM                     | 10 | Nabil Dirar          | 73'     |
| CF                     | 15 | Joseph Akpala        | 13'     |
| Wisselspelers:         |    |                      |         |
|                        |    |                      |         |
| FW                     | 40 | Dorge Kouemaha       | 13'     |
| MF                     | 22 | Karel Geraerts       | 65' 90' |
| FW                     | 8  | Stefan Šćepović      | 73'     |
| Coach:                 |    |                      |         |
| Adrie Koster           |    |                      |         |

### Groepsfase, groep D
| Datum        | Tijd  | Team          | Score | Team          |
| ------------ | ----- | ------------- | ----- | ------------- |
| 16 sep. 2010 | 19:00 | Dinamo Zagreb | 2 - 0 | Villarreal    |
| 16 sep. 2010 | 19:00 | Club Brugge   | 1 - 1 | PAOK FC       |
| 30 sep. 2010 | 21:05 | PAOK FC       | 1 - 0 | Dinamo Zagreb |
| 30 sep. 2010 | 21:05 | Villarreal    | 2 - 1 | Club Brugge   |
| 21 okt. 2010 | 21:05 | Villarreal    | 1 - 0 | PAOK FC       |
| 21 okt. 2010 | 21:05 | Dinamo Zagreb | 0 - 0 | Club Brugge   |
| 4 nov. 2010  | 19:00 | PAOK FC       | 1 - 0 | Villarreal    |
| 4 nov. 2010  | 19:00 | Club Brugge   | 0 - 2 | Dinamo Zagreb |
| 2 dec. 2010  | 21:05 | Villarreal    | 3 - 0 | Dinamo Zagreb |
| 2 dec. 2010  | 21:05 | PAOK FC       | 1 - 1 | Club Brugge   |
| 15 dec. 2010 | 19:00 | Dinamo Zagreb | 0 - 1 | PAOK FC       |
| 15 dec. 2010 | 19:00 | Club Brugge   | 1 - 2 | Villarreal    |

| # | Club          | Wedstrijden | Wedstrijden | Wedstrijden | Wedstrijden | Doelpunten | Doelpunten | Doelpunten | Punten |
| - | ------------- | ----------- | ----------- | ----------- | ----------- | ---------- | ---------- | ---------- | ------ |
| # | Club          | G           | W           | G           | V           | V          | T          | Saldo      | Punten |
| 1 | Villarreal CF | 6           | 4           | 0           | 2           | 8          | 5          | +3         | 12     |
| 2 | PAOK Saloniki | 6           | 3           | 2           | 1           | 5          | 3          | +2         | 11     |
| 3 | Dinamo Zagreb | 6           | 2           | 1           | 3           | 4          | 5          | −1         | 7      |
| 4 | Club Brugge   | 6           | 0           | 3           | 3           | 4          | 8          | −4         | 3      |

### Groepsfase speeldag 1
|                                                 |              |                |             |                                                                                    |
| 16 september 2010 Groepsfase UEFA Europa League | Club Brugge  | 1 – 1          | PAOK        | Jan Breydelstadion, Brugge Toeschouwers: 17.525 Scheidsrechter: Stefan Johannesson |
| 16 september 2010 Groepsfase UEFA Europa League | 61' Kouemaha | Wedstrijdfiche | 11' Malezas | Jan Breydelstadion, Brugge Toeschouwers: 17.525 Scheidsrechter: Stefan Johannesson |

| Club Brugge | PAOK |

| Club Brugge (4–3–3): |    |                 |         |
|                      |    |                 |         |
| GK                   | 1  | Stijn Stijnen   |         |
| RB                   | 21 | Jorn Vermeulen  | 24'     |
| CB                   | 4  | Carl Hoefkens   |         |
| CB                   | 18 | Ryan Donk       |         |
| LB                   | 25 | Júnior Díaz     |         |
| CM                   | 32 | Vadis Odjidja   |         |
| CM                   | 22 | Karel Geraerts  |         |
| AM                   | 10 | Nabil Dirar     |         |
| RW                   | 6  | Wilfried Dalmat | 80'     |
| CF                   | 40 | Dorge Kouemaha  |         |
| LW                   | 44 | Ivan Perišić    |         |
| Wisselspelers:       |    |                 |         |
|                      |    |                 |         |
| DF                   | 14 | Jeroen Simaeys  | 24' 32' |
| MF                   | 20 | Ronald Vargas   | 80'     |
| Coach:               |    |                 |         |
| Adrie Koster         |    |                 |         |

| PAOK (4–2–3–1):    |    |                      |     |
|                    |    |                      |     |
| GK                 | 91 | Dario Krešić         |     |
| RB                 | 27 | Mirosław Sznaucner   | 54' |
| CB                 | 13 | Stelios Malezas      |     |
| CB                 | 15 | Pablo Contreras      |     |
| LB                 | 16 | Lino                 |     |
| CM                 | 5  | Pablo García         |     |
| CM                 | 6  | Vitolo               | 10' |
| RM                 | 9  | Dimitrios Salpigidis | 90' |
| AM                 | 21 | Vladimir Ivić        | 88' |
| LM                 | 20 | Vieirinha            |     |
| CF                 | 14 | Thanasis Papazoglou  | 74' |
| Wisselspelers:     |    |                      |     |
|                    |    |                      |     |
| MF                 | 7  | Nabil El Zhar        | 74' |
| MF                 | 18 | Georgios Fotakis     | 88' |
| FW                 | 31 | Lucio Filomeno       | 90' |
| Coach:             |    |                      |     |
| Pavlos Dermitzakis |    |                      |     |

### Groepsfase speeldag 2
|                                                 |                         |                |             |                                                                                |
| 30 september 2010 Groepsfase UEFA Europa League | Villarreal CF           | 2 – 1          | Club Brugge | El Madrigal, Villarreal Toeschouwers: 14.900 Scheidsrechter: Maksim Lajoesjkin |
| 30 september 2010 Groepsfase UEFA Europa League | 41' Rossi 56' Rodríguez | Wedstrijdfiche | 45' Donk    | El Madrigal, Villarreal Toeschouwers: 14.900 Scheidsrechter: Maksim Lajoesjkin |

| Villarreal CF | Club Brugge |

| Villarreal CF (4–4–2): |    |                   |         |
|                        |    |                   |         |
| GK                     | 13 | Diego López       |         |
| RB                     | 6  | Ángel             |         |
| CB                     | 2  | Gonzalo Rodríguez |         |
| CB                     | 5  | Carlos Marchena   | 15'     |
| LB                     | 11 | Joan Capdevila    |         |
| RM                     | 10 | Cani              | 27' 34' |
| CM                     | 20 | Borja Valero      |         |
| CM                     | 24 | Bruno Soriano     |         |
| LM                     | 8  | Santi Cazorla     | 90'     |
| RF                     | 12 | Jozy Altidore     | 86'     |
| LF                     | 22 | Giuseppe Rossi    | 75'     |
| Wisselspelers:         |    |                   |         |
|                        |    |                   |         |
| MF                     | 23 | Jefferson Montero | 34'     |
| MF                     | 17 | Javier Matilla    | 75'     |
| FW                     | 9  | Marco Ruben       | 86'     |
| Coach:                 |    |                   |         |
| Juan Carlos Garrido    |    |                   |         |

| Club Brugge (4–1–4–1): |    |                    |         |
|                        |    |                    |         |
| GK                     | 13 | Geert De Vlieger   | 60'     |
| RB                     | 17 | Marcos Camozzato   |         |
| CB                     | 4  | Carl Hoefkens      |         |
| CB                     | 14 | Jeroen Simaeys     |         |
| LB                     | 25 | Júnior Díaz        |         |
| DM                     | 18 | Ryan Donk          | 45'     |
| RM                     | 20 | Ronald Vargas      | 26'     |
| CM                     | 22 | Karel Geraerts     |         |
| CM                     | 32 | Vadis Odjidja      | 77'     |
| LM                     | 11 | Jonathan Blondel   | 33' 86' |
| CF                     | 44 | Ivan Perišić       |         |
| Wisselspelers:         |    |                    |         |
|                        |    |                    |         |
| GK                     | 26 | Colin Coosemans    | 60'     |
| MF                     | 10 | Nabil Dirar        | 77'     |
| DF                     | 24 | Daan Van Gijseghem | 86'     |
| Coach:                 |    |                    |         |
| Adrie Koster           |    |                    |         |

### Groepsfase speeldag 3
|                                               |                  |       |             |                                                                         |
| 21 oktober 2010 Groepsfase UEFA Europa League | NK Dinamo Zagreb | 0 – 0 | Club Brugge | Maksimirstadion, Zagreb Toeschouwers: 17.270 Scheidsrechter: Alon Yefet |
| 21 oktober 2010 Groepsfase UEFA Europa League | Wedstrijdfiche   |       |             | Maksimirstadion, Zagreb Toeschouwers: 17.270 Scheidsrechter: Alon Yefet |

| NK Dinamo Zagreb | Club Brugge |

| NK Dinamo Zagreb (4–2–3–1): |    |               |     |     |
|                             |    |               |     |     |
| GK                          | 30 | Ivan Kelava   |     |     |
| RB                          | 14 | Šime Vrsaljko |     |     |
| CB                          | 22 | Igor Bišćan   |     |     |
| CB                          | 28 | Tonel         |     |     |
| LB                          | 25 | Leandro Cufré |     |     |
| CM                          | 6  | Arijan Ademi  | 69' |     |
| CM                          | 16 | Milan Badelj  |     |     |
| RM                          | 15 | Mathias Chago |     |     |
| AM                          | 10 | Sammir        |     |     |
| LM                          | 77 | Pedro Morales | 87' |     |
| CF                          | 55 | Ante Rukavina | 79' |     |
| Wisselspelers:              |    |               |     |     |
|                             |    |               |     |     |
| DF                          | 11 | Ivan Tomečak  | 69' |     |
| FW                          | 18 | Fatos Bećiraj | 79' | 90' |
| DF                          | 3  | Luis Ibáñez   | 87' |     |
| Coach:                      |    |               |     |     |
| Vahid Halilhodžić           |    |               |     |     |

| Club Brugge (4–3–3):     |    |                  |     |
|                          |    |                  |     |
| GK                       | 13 | Geert De Vlieger | 75' |
| RB                       | 17 | Marcos Camozzato |     |
| CB                       | 4  | Carl Hoefkens    |     |
| CB                       | 14 | Jeroen Simaeys   |     |
| LB                       | 25 | Júnior Díaz      |     |
| CM                       | 22 | Karel Geraerts   |     |
| CM                       | 32 | Vadis Odjidja    |     |
| AM                       | 10 | Nabil Dirar      | 5'  |
| RW                       | 6  | Wilfried Dalmat  | 42' |
| CF                       | 40 | Dorge Kouemaha   |     |
| LW                       | 44 | Ivan Perišić     |     |
| Wisselspelers:           |    |                  |     |
|                          |    |                  |     |
| Geen wissels doorgevoerd |    |                  |     |
| Coach:                   |    |                  |     |
| Adrie Koster             |    |                  |     |

### Groepsfase speeldag 4
|                                               |             |                |                       |                                                                                  |
| 4 november 2010 Groepsfase UEFA Europa League | Club Brugge | 0 – 2          | NK Dinamo Zagreb      | Jan Breydelstadion, Brugge Toeschouwers: 17.751 Scheidsrechter: Thomas Einwaller |
| 4 november 2010 Groepsfase UEFA Europa League |             | Wedstrijdfiche | 55' Sammir 59' Bišćan | Jan Breydelstadion, Brugge Toeschouwers: 17.751 Scheidsrechter: Thomas Einwaller |

| Club Brugge | NK Dinamo Zagreb |

| Club Brugge (4–3–3): |    |                      |         |
|                      |    |                      |         |
| GK                   | 13 | Geert De Vlieger     |         |
| RB                   | 17 | Marcos Camozzato     | 59' 73' |
| CB                   | 4  | Carl Hoefkens        |         |
| CB                   | 14 | Jeroen Simaeys       |         |
| LB                   | 25 | Júnior Díaz          | 53'     |
| DM                   | 18 | Ryan Donk            |         |
| CM                   | 22 | Karel Geraerts       | 32'     |
| CM                   | 11 | Jonathan Blondel     |         |
| RW                   | 6  | Wilfried Dalmat      | 46'     |
| CF                   | 40 | Dorge Kouemaha       |         |
| LW                   | 44 | Ivan Perišić         |         |
| Wisselspelers:       |    |                      |         |
|                      |    |                      |         |
| FW                   | 16 | Maxime Lestienne     | 46'     |
| DF                   | 3  | Peter Van der Heyden | 53'     |
| FW                   | 8  | Stefan Šćepović      | 73'     |
| Coach:               |    |                      |         |
| Adrie Koster         |    |                      |         |

| NK Dinamo Zagreb (4–2–3–1): |    |                   |         |
|                             |    |                   |         |
| GK                          | 30 | Ivan Kelava       |         |
| RB                          | 14 | Šime Vrsaljko     | 46' 72' |
| CB                          | 22 | Igor Bišćan       |         |
| CB                          | 28 | Tonel             |         |
| LB                          | 25 | Leandro Cufré     | 12'     |
| CM                          | 16 | Milan Badelj      |         |
| CM                          | 15 | Mathias Chago     |         |
| RM                          | 5  | Adrián Calello    | 80'     |
| AM                          | 10 | Sammir            |         |
| LM                          | 3  | Luis Ibáñez       |         |
| CF                          | 18 | Fatos Bećiraj     | 90'     |
| Wisselspelers:              |    |                   |         |
|                             |    |                   |         |
| MF                          | 7  | Etto              | 72'     |
| DF                          | 19 | Tomislav Barbarić | 80'     |
| MF                          | 6  | Arijan Ademi      | 90'     |
| Coach:                      |    |                   |         |
| Vahid Halilhodžić           |    |                   |         |

### Groepsfase speeldag 5
|                                               |               |                |              |                                                                                |
| 2 december 2010 Groepsfase UEFA Europa League | PAOK          | 1 – 1          | Club Brugge  | Toumbastadion, Thessaloniki Toeschouwers: 19.424 Scheidsrechter: Mark Courtney |
| 2 december 2010 Groepsfase UEFA Europa League | 25' Vieirinha | Wedstrijdfiche | 89' Šćepović | Toumbastadion, Thessaloniki Toeschouwers: 19.424 Scheidsrechter: Mark Courtney |

| PAOK | Club Brugge |

| PAOK (4–2–3–1): |    |                       |     |
|                 |    |                       |     |
| GK              | 91 | Dario Krešić          |     |
| RB              | 8  | Bruno Cirillo         | 66' |
| CB              | 15 | Pablo Contreras       |     |
| CB              | 42 | Zuela                 | 58' |
| LB              | 23 | Lefteris Sakellariou  |     |
| CM              | 5  | Pablo García          |     |
| CM              | 6  | Vitolo                | 33' |
| RM              | 18 | Georgios Fotakis      |     |
| AM              | 21 | Vladimir Ivić         | 72' |
| LM              | 20 | Vieirinha             |     |
| CF              | 9  | Dimitrios Salpingidis | 82' |
| Wisselspelers:  |    |                       |     |
|                 |    |                       |     |
| MF              | 7  | Nabil El Zhar         | 72' |
| FW              | 33 | Stefanos Athanasiadis | 82' |
| Coach:          |    |                       |     |
| Makis Chavos    |    |                       |     |

| Club Brugge (4–3–3): |    |                      |         |
|                      |    |                      |         |
| GK                   | 1  | Stijn Stijnen        |         |
| RB                   | 21 | Jorn Vermeulen       | 56' 71' |
| CB                   | 24 | Daan Van Gijseghem   |         |
| CB                   | 14 | Jeroen Simaeys       | 43'     |
| LB                   | 3  | Peter Van der Heyden |         |
| DM                   | 18 | Ryan Donk            |         |
| CM                   | 22 | Karel Geraerts       | 55'     |
| CM                   | 11 | Jonathan Blondel     |         |
| RW                   | 8  | Stefan Šćepović      |         |
| CF                   | 15 | Joseph Akpala        | 62'     |
| LW                   | 44 | Ivan Perišić         | 62'     |
| Wisselspelers:       |    |                      |         |
|                      |    |                      |         |
| MF                   | 6  | Wilfried Dalmat      | 62'     |
| MF                   | 10 | Nabil Dirar          | 62'     |
| MF                   | 32 | Vadis Odjidja        | 71' 90' |
| Coach:               |    |                      |         |
| Adrie Koster         |    |                      |         |

### Groepsfase speeldag 6
|                                                |              |                |                      |                                                                               |
| 15 december 2010 Groepsfase UEFA Europa League | Club Brugge  | 1 – 2          | Villarreal CF        | Jan Breydelstadion, Brugge Toeschouwers: 16.265 Scheidsrechter: Milorad Mažić |
| 15 december 2010 Groepsfase UEFA Europa League | 28' Kouemaha | Wedstrijdfiche | 30', 34' (pen) Rossi | Jan Breydelstadion, Brugge Toeschouwers: 16.265 Scheidsrechter: Milorad Mažić |

| Club Brugge | Villarreal CF |

| Club Brugge (3–4–3): |    |                      |         |
|                      |    |                      |         |
| GK                   | 13 | Geert De Vlieger     |         |
| CB                   | 24 | Daan Van Gijseghem   |         |
| CB                   | 18 | Ryan Donk            | 32'     |
| CB                   | 14 | Jeroen Simaeys       |         |
| RM                   | 17 | Marcos Camozzato     |         |
| CM                   | 32 | Vadis Odjidja        | 73'     |
| CM                   | 11 | Jonathan Blondel     |         |
| LM                   | 20 | Ronald Vargas        | 65'     |
| RW                   | 6  | Wilfried Dalmat      |         |
| CF                   | 40 | Dorge Kouemaha       |         |
| LW                   | 44 | Ivan Perišić         | 65'     |
| Wisselspelers:       |    |                      |         |
|                      |    |                      |         |
| MF                   | 10 | Nabil Dirar          | 65' 85' |
| MF                   | 16 | Maxime Lestienne     | 65'     |
| DF                   | 3  | Peter Van der Heyden | 73'     |
| Coach:               |    |                      |         |
| Adrie Koster         |    |                      |         |

| Villarreal CF (4–4–2): |    |                   |     |
|                        |    |                   |     |
| GK                     | 13 | Diego López       |     |
| RB                     | 27 | Mario Gaspar      |     |
| CB                     | 2  | Gonzalo Rodríguez |     |
| CB                     | 4  | Mateo Musacchio   |     |
| LB                     | 11 | Joan Capdevila    | 72' |
| RM                     | 10 | Cani              | 59' |
| CM                     | 19 | Marcos Senna      | 80' |
| CM                     | 21 | Bruno Soriano     |     |
| LM                     | 8  | Santi Cazorla     | 81' |
| RF                     | 9  | Marco Rubén       | 77' |
| LF                     | 22 | Giuseppe Rossi    |     |
| Wisselspelers:         |    |                   |     |
|                        |    |                   |     |
| MF                     | 20 | Borja Valero      | 59' |
| FW                     | 12 | Jozy Altidore     | 77' |
| DF                     | 6  | Ángel             | 81' |
| Coach:                 |    |                   |     |
| Juan Carlos Garrido    |    |                   |     |

## Beker van België

### Laatste 32
| Datum      | Uur   | Wedstrijd   | Wedstrijd | Wedstrijd          | Uitslag |
| ---------- | ----- | ----------- | --------- | ------------------ | ------- |
| 27.10.2010 | 20:30 | Club Brugge | -         | Lommel United (II) | 3-1     |

### Laatste 16
| Datum      | Uur   | Wedstrijd          | Wedstrijd | Wedstrijd   | Uitslag |
| ---------- | ----- | ------------------ | --------- | ----------- | ------- |
| 10.11.2010 | 20:30 | Germinal Beerschot | -         | Club Brugge | 2-1     |

| Datum            | Ronde        | Wedstrijd                        | Eindstand (ruststand) | Doelpunten                                                               | Ploegsamenstelling | Ploegsamenstelling                                 | Ploegsamenstelling                                                      | Ploegsamenstelling               | Opmerkingen                   |
| Datum            | Ronde        | Wedstrijd                        | Eindstand (ruststand) | Doelpunten                                                               | Doelman            | Verdedigers                                        | Middenvelders                                                           | Aanvallers                       | Opmerkingen                   |
| ---------------- | ------------ | -------------------------------- | --------------------- | ------------------------------------------------------------------------ | ------------------ | -------------------------------------------------- | ----------------------------------------------------------------------- | -------------------------------- | ----------------------------- |
| 27 oktober 2010  | 1/16e finale | Club Brugge — Lommel United      | 3-1 (2-0)             | 3' Vargas (1-0), 26' Kouemaha (2-0), 51' Dufour (2-1), 69' Blondel (3-1) | Coosemans          | Camozzato, Hoefkens (62' Van Gijseghem), Donk      | Dalmat (62' Van der Heyden), Odjidja, Simaeys, Blondel, Lestienne       | Vargas (79' Van Acker), Kouemaha |                               |
| 10 november 2010 | 1/8e finale  | Germinal Beerschot — Club Brugge | 2-1 (0-1)             | 42' Kouemaha (0-1), 90' Negrao, 90+2' Custovic                           | De Vlieger         | Camozzato, Hoefkens, Van Gijseghem, Van der Heyden | Dalmat (75' Vermeulen), Odjidja (89' Donk), Simaeys, Lestienne, Perisic | Kouemaha                         | Club Brugge is uitgeschakeld. |
| Datum            | Ronde        | Wedstrijd                        | Eindstand (ruststand) | Doelpunten                                                               | Doelman            | Verdedigers                                        | Middenvelders                                                           | Aanvallers                       | Opmerkingen                   |
| Datum            | Ronde        | Wedstrijd                        | Eindstand (ruststand) | Doelpunten                                                               | Ploegsamenstelling |                                                    |                                                                         |                                  | Opmerkingen                   |